# Erbach (Badenia-Wirtembergia)

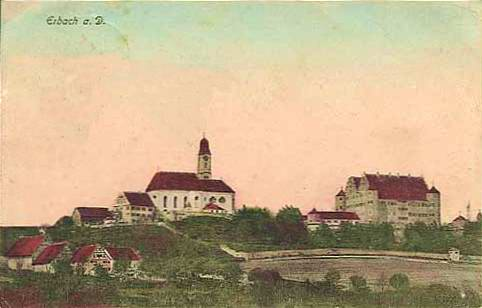
Erbach w 1920

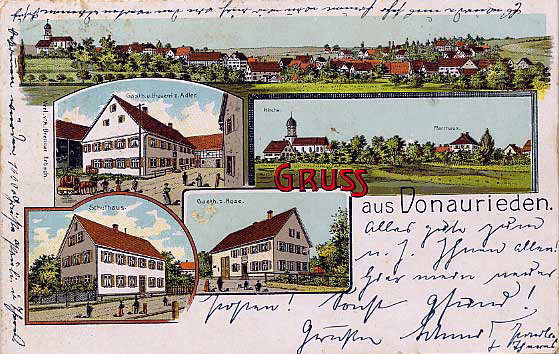
Dzielnica Donaurieden w 1900

Erbach – miasto w Niemczech, w kraju związkowym Badenia-Wirtembergia, w rejencji Tybinga, w regionie Donau-Iller, w powiecie Alb-Donau. Leży w Jurze Szwabskiej, nad Dunajem, ok. 10 km na południowy zachód od Ulm, przy drodze krajowej B311.